# アダルベルト・リベラ
アダルベルト・リベラ（Adalberto Libera、1903年7月6日 - 1963年3月17日）は、イタリアのモダニズム建築運動を代表する建築家。イタリアのファシズム体制下でも多くの作品を残した。イタリアにおける合理主義建築運動（モダニズム建築運動としばしば混同されるが、イタリアの近代建築においては区別される）に関わったが、その後一定の距離を置いた。

## 経歴

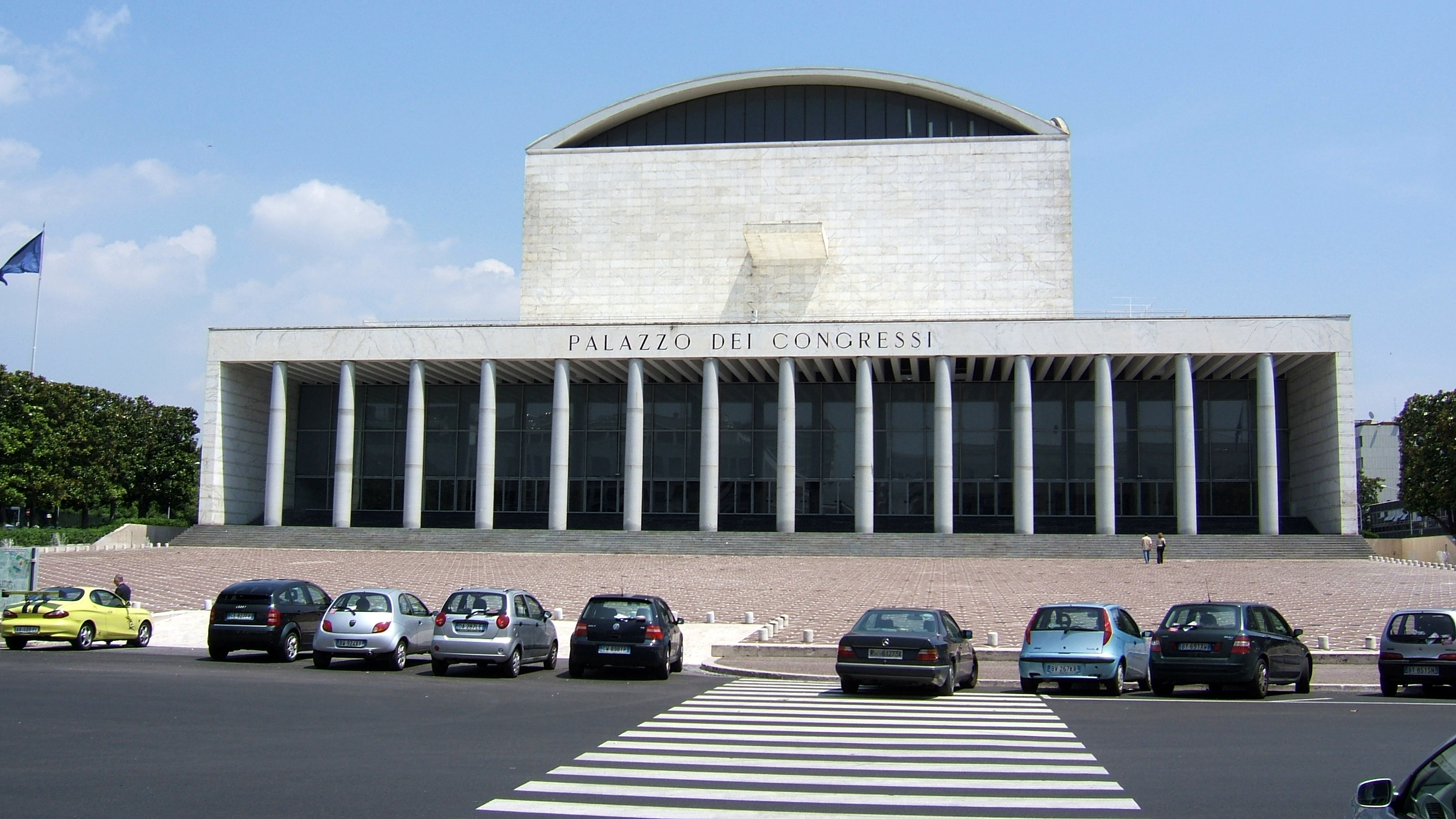
EUR会議場

イタリア北部の都市、トレント近郊のヴィッラ・ラガリーナに生まれた。1925年にパルマ美術大学を、1928年にローマの建築専門学校を卒業しているが、その在学中に同窓生のフォルトゥナート・デペーロを通じてイタリア未来派と親交を持つようになった。大学を卒業する以前に、すでにM.I.A.R.（ミーアル、イタリア合理主義建築運動）の設立メンバーの一人となり、後にはその書記を務めている。MIARはローマを本拠地としており、ミラノとコモを本拠地とするグルッポ7（セッテ）とはライバル関係にあった。MIARは1927年にはミース・ファン・デル・ローエによって、ドイツ工作連盟主催のシュトゥットガルト住宅展ジードルングにも招待され、1928年と1931年には展覧会「合理主義建築」をローマで企画している。その後MIARは解散した。
未来派と合理主義建築運動に影響を受けた才能ある建築家というだけでなく、政治的にも如才なかった。MIARの設立者であり、またその書記であった事は、当時、公共工事において絶大な決定権を持ち、ムッソリーニの近代化の構想に則って多くの公共建築を委任されていたファシズム体制の上層部と関係を持つ事を可能にした。リベラはこれらのコネを通じて、1930年代のファシスト体制下で多くの代表作を設計する機会を得る事ができ、例えばローマのEURにある「EUR会議場」など、その幾つかは国際的なモダニズム建築運動においても記念碑的な作品となっている。交差ヴォールト状のシンボリックな屋根を持つ会議場の設計は、モダニズムと新古典主義との間で微妙なバランスをとる事に成功している。
ジャーナリスト, クルツィオ・マラパルテの自邸「マラパルテ邸」（カプリ島）の設計も行っているが、マラパルテが実際に建てたものとリベラが残している図面とは大きく異なっているため、マラパルテ自身が大部分を設計したという説も依然として有力で論争中である。
ファシズム体制下においては、全ての建築家がファシスト党への入党を強制されたが、同時代のジュゼッペ・パガーノやジュゼッペ・テラーニなど、幾人かはその中で重要な位置を占める事に成功した。この時代のリベラの幸運も党との関係による所が大きかったと言えるだろう。ファシズム体制の崩壊後は他の人物達と同様に批判にさらされる事になったが、故郷のトレントで数年間ほとぼりが冷めるのを待ち、ファシズム的な表現から脱却して活動を再開した。集合住宅やオフィスビルなど、戦後にも多くの代表作を残している。
1954年から1962年にかけて、トレントのトレンティーノ＝アルトアディジェ州庁舎を設計している。
1963年、死去。

## 代表作
- EUR会議場（ローマ、1930年代）
- マルモラータ通りの郵便局（ローマ、1932年）
- マラパルテ邸（カプリ島、1938年）
- カリアーリの集合住宅（カリアーリ、1950-53年）